# سعد البيشي
سعد البيشي (ولد في 13 يناير 1953) هو رياضي سعودي. مثل السعودية في منافسات رمي الجلة في دورة الألعاب الأولمبية الصيفية لعام 1976.

## المشاركات

### الألعاب الأولمبية الصيفية
| العام             | المسابقة          | المكان            | المركز              | حدث               | ملاحظة                            |
| ينافس لـ السعودية | ينافس لـ السعودية | ينافس لـ السعودية | ينافس لـ السعودية   | ينافس لـ السعودية | ينافس لـ السعودية                 |
| ----------------- | ----------------- | ----------------- | ------------------- | ----------------- | --------------------------------- |
| 1976              | أولمبياد 1976     | مونتريال          | 23 (الدور التأهيلي) | رمي الجلة (رجال)  | 11.68 (الإقصاء من الدور التأهيلي) |

#### تفاصيل
| الترتيب | الترتيب النهائي | العداء                          | المحاولات | المحاولات | المحاولات | النتيجة   | ملاحظات |
| الترتيب | الترتيب النهائي | العداء                          | 1         | 2         | 3         | النتيجة   | ملاحظات |
| ------- | --------------- | ------------------------------- | --------- | --------- | --------- | --------- | ------- |
| 1       | 2               | هانز بيتر جيس (ألمانيا الشرقية) | 20.52     | —         | —         | 20.52 متر |         |
| 2       | 3               | جيف كايبس (بريطانيا العظمى)     | 20.40     | —         | —         | 20.40 متر |         |
| 3       | 8               | هانس هوقلند (السويد)            | 19.30     | 19.76     | —         | 19.76 متر |         |
| 4       | 9               | أودو باير (ألمانيا الشرقية)     | 19.69     | —         | —         | 19.69 متر |         |
| 5       | 10              | بيتر شموك (الولايات المتحدة)    | 19.48     | —         | —         | 19.48 متر |         |
| 6       | 12              | جورج وودز (الولايات المتحدة)    | 19.25     | 19.27     | 19.35     | 19.35 متر |         |
| 7       | 14              | إيف بروزيت (فرنسا)              | 18.59     | 18.75     | 19.14     | 19.14 متر |         |
| 8       | 16              | إيفان إيفانيتش (يوغوسلافيا)     | 18.88     | 18.80     | 18.75     | 18.88 متر |         |
| 9       | 20              | بروس بيرني (كندا)               | X         | 17.82     | X         | 17.82 متر |         |
| 10      | 22              | محمد الزنكاوي (الكويت)          | 13.17     | X         | X         | 13.17 متر |         |
| 11      | 23              | سعد البيشي (السعودية)           | 10.89     | 11.68     | X         | 11.68 متر |         |

## روابط خارجية
- سعد البيشي على موقع أوليمبيديا (الإنجليزية)